# اندرونی جوکاتولی–سیدرمک
اندرونی جوکاتولی–سیدرمک (ایتالیایی: Androni Giocattoli–Sidermec) یک تیم دوچرخه‌سواری در کشور ایتالیا است.
این باشگاه که در سال ۱۹۹۶ تأسیس شده در مسابقاتی همچون جیرو دیتالیا و تورهای قاره‌ای دوچرخه‌سواری شرکت کرده‌است.